# Jex Blackmore
Pour les articles homonymes, voir Blackmore.
Jex Blackmore (née en 1986) est une militante pro-choix, artiste de performance et sataniste américaine. Jex Blackmore est affiliée au Temple satanique entre 2014 et 2018, et elle a dirigé son mouvement de Détroit (Michigan). Elle a rendu public ses trois avortements par le biais d'un projet de blog détaillé, d'une performance cinématographique et en prenant une pilule abortive médicale lors d'une interview à la télévision locale.

## Jeunesse
Jex Blackmore est née en 1986 à Southfield, dans le Michigan, et vit à Détroit. Son père est propriétaire d'une entreprise de pompes funèbres et il lit des livres sur l'embaumement et les maladies, ce qui influence son approche du corps humain. La mère de Jex Blackmore est directrice de théâtre. Blackmore a obtenu une licence en archéologie classique et en histoire de l'art à l'université du Michigan,.

## Satanisme
Jex Blackmore est membre du Temple satanique (TST) en tant que fondatrice et responsable active à Détroit. Elle a organisé la première inauguration publique de la statue de Baphomet en 2015, la « plus grande cérémonie satanique publique de l'histoire ». La branche TST de Blackmore met en place une exposition satanique sur le terrain du Capitole de l'État du Michigan en décembre 2014, à côté d'une scène de la nativité chrétienne conventionnelle. L'exposition Snaketivi comprend un pentagramme inversé et une croix portant la phrase « Le plus grand don est la connaissance », faisant allusion à la chute de l'homme et au récit de la création de la Genèse sur le serpent et l'arbre de la connaissance du bien et du mal.
En tant que porte-parole de TST, Jex Blackmore défend une approche féministe du satanisme. Sans nommer explicitement l'Église de Satan, elle critique le satanisme comme étant sexiste, déclarant que « le satanisme moderne a été principalement associé à la force, à la masculinité et au pouvoir. Renforçant les conceptions chauvines des capacités des femmes, avec un accent particulier sur la sexualité masculine, le satanisme moderne a continué à mettre l'accent sur les rôles traditionnels de genre ». Elle parle également aux médias, au nom de TST, de son action en justice pour le droit à l'avortement d'une femme du Missouri. Pendant cette période, Jex Blackmore conçoit des actions qui ne sont pas approuvées par le TST national. Par exemple, elle proteste contre les restrictions à l'avortement au Texas par une campagne d'envoi de sperme en chaussettes au gouverneur. Les spécialistes qualifient leur action de protestation grotesque, définie comme l'utilisation des « fluides corporels pour s'opposer aux tentatives de légiférer sur les corps »,.
En 2018, Jex Blackmore démissionne ou est expulsée de la TST nationale, après des déclarations jugées trop extrêmes, comme le montre le documentaire Hail Satan? Lors de la performance « Subversive Autonomous » de 2018, elle déclare : « Nous allons prendre d'assaut les conférences de presse, kidnapper un dirigeant, lâcher des serpents dans le manoir du gouverneur, exécuter le président... »,,. Dans une interview donnée en 2020, elle critique TST comme étant corrompue et déclare: « L'organisation aspire ardemment à être considérée comme légitime aux yeux de ceux qui détiennent le pouvoir, mais elle n'atteindra jamais cet objectif, même si ses activités litigieuses sont couronnées de succès. Notre travail, quel qu'il soit, doit venir d'un lieu d'authenticité ». La même année, elle débat avec cinq membres de la Westboro Baptist Church lors d'un cours sur le droit des médias à l'université de Central Michigan. Le public étudiant aurait préféré le satanisme de Jex Blackmore aux opinions controversées des baptistes de Westboro.

## Droits à l'avortement

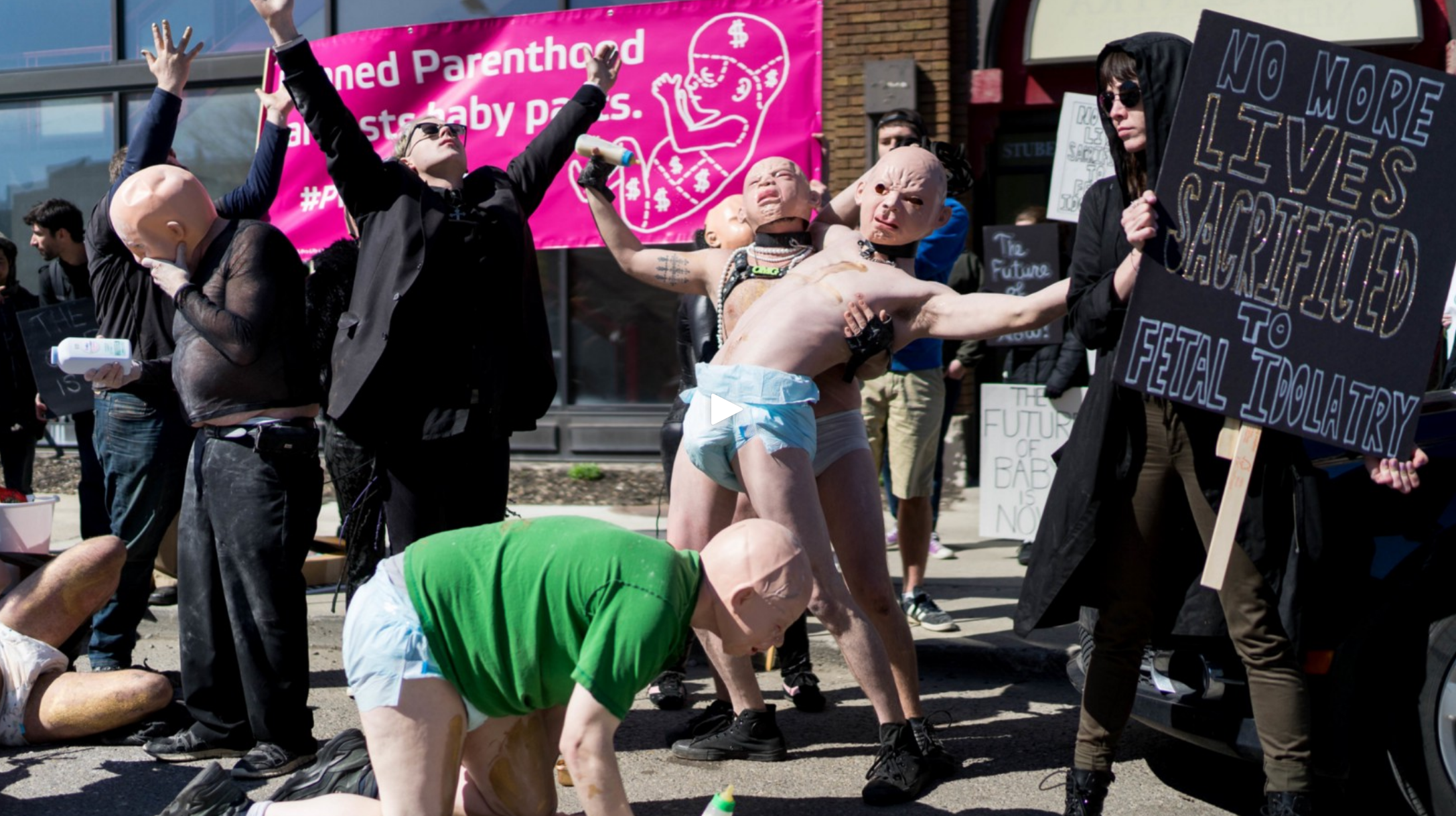
Future of Baby is Now, performance exécutée par le Temple satanique à Détroit, avec affiche : Plus de vies sacrifiées à l'idolâtrie fœtale (25 avril 2016).

En 2015, Jex Blackmore rédige une série d'articles de blog détaillés menant à son avortement le 26 novembre. Elle l'appelle le projet Unmother et l'utilise comme une occasion de s'opposer aux restrictions à l'avortement dans le Michigan (en), son État d'origine. À l'époque, elle n'a pas d'assurance et elle démarre son projet seulement douze jours avant l'avortement.
Blackmore a dirigé la section TST de Detroit lors de contre-manifestations pour le droit à l'avortement, notamment la manifestation « The Future of Baby is Now » (en français : L'avenir du bébé, c'est maintenant) avec des « bébés fétichistes » - des adultes portant des masques de bébé, des couches et des accessoires BDSM. Avant son deuxième avortement, Jex Blackmore diffuse en direct une performance intitulée « One hundred pounds of rotten fruit » (Cent livres de fruits pourris), au cours de laquelle elle est bombardée de cent livres de fruits pourris. Dans un journal d'art performance, elle écrit :

« Alors que la pulpe trop mûre explosait douloureusement contre ma peau, je me suis rappelée que mon utérus partageait une ressemblance avec des fruits jugés contre nature et gâtés. Chaque coup fait écho au poids de la violence défendue par les pouvoirs politiques qui nous disent que nos vies et notre dignité comptent moins que celles d'un fœtus... Les bleus qui parcellaient mon corps à la suite de cette performance sont restés visibles jusqu'au lendemain de mon avortement, qui n'en a laissé aucun. »

Initialement intitulée The Dignity of Every Human Life (La dignité de toute vie humaine), la performance répond à la Marche pour la vie du 18 janvier 2019, dont la diffusion est projetée sur Jex Blackstone pendant sa performance[21]. En janvier 2022, Jex Blackmore prend un médicament abortif en direct à la télévision. Elle explique à l'animateur, Charlie Langton, son point de vue sur la position de la Food and Drug Administration sur l'envoi par la poste de pilules abortives médicales, la Mifépristone. L'émission a lieu le jour du 49e anniversaire de l'arrêt Roe v. Wade relatif au droit des femmes à avorter. Dans un courriel adressé au Washington Post, elle confirme qu'il s'agit de son troisième avortement médical et déclare 

« L'avortement est une procédure médicale courante et sûre, entourée de stigmates. La stigmatisation empêche les gens de parler de leurs expériences personnelles et crée un espace pour des récits nuisibles et inexacts. Mon action visait à dissiper certains de ces mythes, informations erronées et stigmates. »

## Film et performance

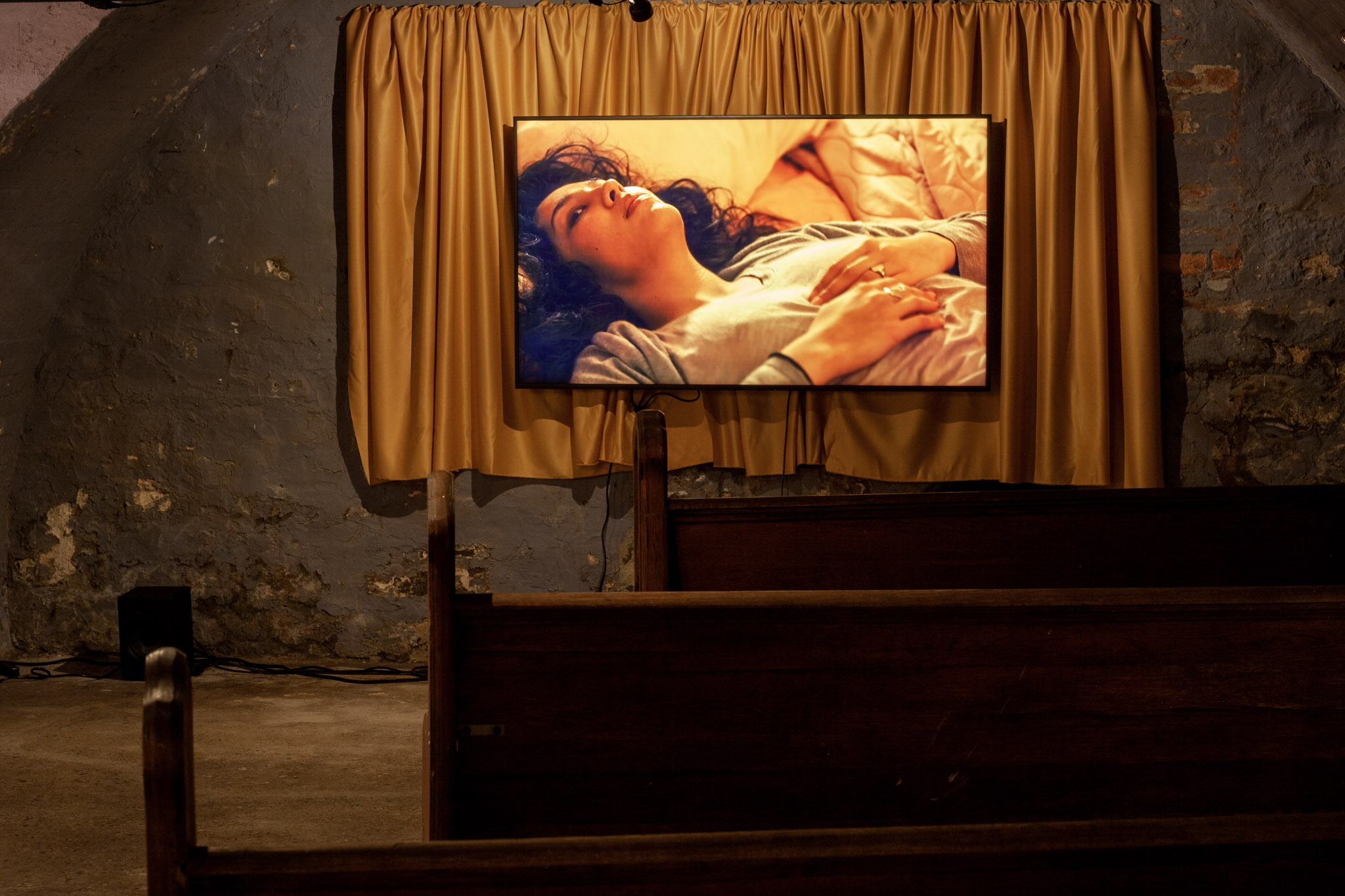
Installation de Undue Burden, une performance artistique d'endurance de 24 heures réalisée par Jex Blackmore.

En février 2016, à l'occasion de la sortie du film The Witch, Jex Blackmore met au point trois performances rituelles interactives à Austin, Hollywood et New York, intitulées The Sabbat cycle. Le cycle fait référence à trois phases du satanisme : L'éveil, la rébellion et la convocation. Lors de la représentation de Sabbat à Austin, Blackmore prêche une « jérémiade satanique » (selon les termes de l'universitaire Joseph P. Laycock) qui met en garde contre une théocratie chrétienne en Amérique,,.
En 2019, l’Église catholique romaine proteste contre l'exposition et le rituel Sex Militant, qui comprend une performance parlée, « une croix incandescente tirée par des interprètes dans un jeu fétichiste » et des drapeaux américains dans le but de lier la violence de l'État et l'érotisme. En mars 2021, le Ann Arbor Film Festival projeté le film, An Undue Burden (Un fardeau indu), décrit comme « une œuvre d'endurance qui suit l'expérience d'une femme enceinte alors qu'elle attend sa procédure d'avortement dans une chambre d'hôtel pendant vingt-quatre heures ».